# Juktas
Juktas (en griego, Γιούχτας) es un monte de Grecia ubicado en la isla de Creta, en la unidad periférica de Heraclión. Tiene 811 m de altura. 

## Arqueología
En el monte Juktas, que tiene dos cimas, se han encontrado restos de dos santuarios minoicos de montaña. Desde este monte se canalizaba agua dulce hasta el palacio de Cnosos mediante un sistema de ingeniería de acueductos y tuberías.
El yacimiento fue excavado por primera vez por Arthur Evans en 1909 y posteriormente por Alexandra Karetsou a partir de 1974. El santuario minoico de Psilí Korfí está situado en la cima principal del monte. Probablemente se construyó en el periodo minoico medio IA (hacia el 2100 a. C.) Consta de dos terrazas escalonadas a las que se llega a través de una rampa. En el lado occidental de las terrazas había un altar y al este de una de las terrazas había cinco habitaciones. En torno al santuario había una pared ciclópea de más de 700 m de largo, más de 3 m de ancho y unos 3,5 m de alto. Entre los hallazgos se han encontrado signos en lineal A.
En la cima norte se encuentra otro santuario, el de Anemospilia.
Por otro lado, en la ladera sudoeste del monte se encuentra la cueva de Stravomyti, que tiene cinco entradas y lagos en su interior. Fue utilizada como lugar de enterramientos en el Neolítico, como refugio y vivienda en el minoico antiguo y como almacén y lugar de culto desde el minoico medio III o el minoico reciente I, época a la que pertenecen varias grandes pithoi. Allí se hallaron también otros restos arqueológicos como cerámica de época micénica decorada con espirales o flores, un casco con un cuerno doble y una rama, un soporte para un altar, un cuchillo para efectuar sacrificios, una fusayola, un biberón, un betilo y una lucerna. El culto en este lugar perduró durante los periodos geométrico y clásico. Se ha sugerido que la divinidad a la que aquí se adoraba era Ilitía, o Dictina, o una Artemisa local, o una divinidad relacionada con las aguas subterráneas o una divinidad ctónica.